# SPYDER
El SPYDER (PYthon y DERby de superficie-aire) es un sistema de defensa aérea móvil de corto y medio alcance israelí desarrollado por Rafael Advanced Defense Systems con la ayuda de Israel Aerospace Industries (IAI). Rafael es el contratista principal e IAI es el subcontratista principal del programa SPYDER. Este sistema logró un hito notable en 2005 cuando se dispararon misiles contra objetivos de prueba en Shdema, Israel, y obtuvieron impactos directos. Desde entonces, se ha exhibido en múltiples exhibiciones militares en todo el mundo.
El SPYDER es un sistema de misiles tierra-aire de reacción rápida y bajo nivel capaz de atacar aviones, helicópteros, vehículos aéreos no tripulados, drones y municiones guiadas con precisión. Proporciona defensa aérea para activos fijos y para defensa puntual y de área para fuerzas móviles en áreas de combate. El sistema está instalado sobre un camión Tatra, un camión Mercedes-Benz Actros, un camión MAN TGS, un camión Scania serie P, un camión Dongfeng o un TELAR. Implementa los misiles Python-5 y Derby de la misma empresa. El lanzador SPYDER está diseñado para disparar misiles tierra-aire Python-5 y Derby que comparten una similitud total con los misiles aire-aire. Hay dos variantes del SPYDER: el SPYDER-SR (rango corto) y el SPYDER-MR (rango medio). Ambos sistemas son de reacción rápida, para todo clima, centrados en la red, multi-lanzadores y autopropulsados. Una batería típica consta de una unidad central de mando y control, seis unidades de lanzamiento de misiles y un vehículo de reabastecimiento. El SPYDER-SR usa el radar EL / M-2106 ATAR mientras que el SPYDER-MR incorpora el radar EL / M-2084 MMR. Este último es el mismo radar utilizado por el sistema Iron Dome actualmente en servicio con las Fuerzas de Defensa de Israel.
Los operadores actuales del sistema de misiles SPYDER incluyen India y Singapur. La orden de Perú para el SPYDER estaba pendiente en 2012. Hay informes que afirman que Georgia operó el SPYDER-SR durante la guerra ruso-georgiana de 2008, pero estas acusaciones y suposiciones nunca han sido verificadas. Y Colombia en noviembre está negociando la compra de 4 sistemas para su defensa

## Desarrollo
En 2005, se logró un hito para el sistema de defensa aérea SPYDER. El SPYDER disparó con éxito el Python 5 y el Derby en un campo de pruebas ubicado en Shdema, Israel. Los resultados fueron dos muertes directas contra un par de objetivos. En la prueba, el radar y la unidad de mando y control atacaron los objetivos a distancias largas y cortas. La prueba fue parte de una serie mayor de disparos de misiles.

### Exposiciones
El sistema de defensa aérea SPYDER se ha exhibido en 29 exhibiciones militares en todo el mundo. Estas exposiciones son:
- 2004 DEFEXPO[3]
- 2006 DEFEXPO[4]
- 2006 Asian Aerospace[5]
- 2006 International Defense Exhibition Bratislava[6]
- 2006 Eurosatory[7]
- 2007 AeroIndia Aerospace Exhibition[8]
- 2007 IDET[9]
- 2007 IDEF[10]
- 2007 Paris Air Show[11]
- 2007 MSPO International Defence Industry Exhibition[12]
- 2007 Korean Aerospace and Defense Exhibition[13]
- 2007 Expomil[14]
- 2008 DEFEXPO[15]
- 2008 Singapore International Air Show[16]
- 2008 FIDAE[17]
- 2008 Land Warfare Conference and Exhibition[18][19]
- 2009 Aero India Aerospace Exhibition[20]
- 2009 Australian Air Show[21]
- 2009 Paris Air Show[22]
- 2009 MSPO International Defence Industry Exhibition[23]
- 2009 Expomil[24]
- 2010 Singapore Air Show[25]
- 2010 DEFEXPO[26]
- 2010 FIDAE[27]
- 2010 Eurosatory[28]
- 2011 Aero India Aerospace Exhibition[29]
- 2011 Latin America Aero & Defence[30]
- 2011 SITDEF[31]
- 2011 Paris Air Show[32]

## Descripción

### Comando y control

#### EL/M-2106 ATAR
El radar de vigilancia Elta EL/M-2106 Advanced Tactical Acquisition Radar (ATAR) 3D Active con escaneo electrónico (AESA) es la Unidad de Comando y Control (CCU) para el SPYDER-SR. Este radar puede rastrear y atacar múltiples objetivos simultáneamente y puede controlar las unidades de disparo de misiles a una distancia de hasta 10 km de la CCU. El E/LM-2106 ATAR es un radar de defensa de cuarta generación diseñado por Elta y opera en la longitud de onda de la banda L. Es un diseño probado en campo que ha funcionado en entornos indeseables según los diseñadores y fabricantes. El rango de detección de un avión de combate es de 70 a 110 km. Puede detectar helicópteros en vuelo estacionario a una distancia de 40 km y UAV a 40-60 km.

#### EL/M-2084 MMR
La unidad de sensor de radar del SPYDER-MR comprende el radar AESA 3D EL/M-2084 Multi Mission Radar (MMR). El EL/M-2084 opera en la banda S. Puede procesar hasta 1200 objetivos cuando está en modo de vigilancia aérea y también detecta objetivos ubicados a 250 km de distancia. Cuando el radar está estático, cubre 120 ° en el acimut.

### Misiles tierra-aire

#### Rangos de intercepción
Como sistema de defensa aérea de corto alcance, el SPYDER-SR tiene un corto alcance de intercepción. La altitud máxima de interceptación es de 9 km y el alcance máximo de intercepción es de 15 km. El SPYDER-MR tiene un rango de operación mayor de 35 km y un compromiso de altitud de 16 km debido a que los misiles están equipados con propulsores.

#### Python-5
El Python-5 es actualmente el misil aire-aire (AAM) más capaz del inventario de Israel y uno de los AAM más avanzados del mundo. Como un misil más allá del alcance visual, es capaz de "bloquearse después del lanzamiento" (LOAL) y tiene capacidad de ataque en todos los aspectos / todas las direcciones (incluida la parte trasera). El misil cuenta con un buscador infrarrojo electroóptico avanzado (con imágenes infrarrojas) que escanea el área objetivo en busca de aviones hostiles, luego se bloquea para la persecución del terminal.
- Longitud: 310 cm
- Medida: 64 cm
- Diámetro: 16 cm
- Peso: 105 kg
- Guía: homing infrarrojo  + imagen electroóptica
- Cabeza armada: 11 kg
- Velocidad: Mach 4

#### Derby
El Derby es un AAM localizador de radar activo que proporciona al sistema de misiles SPYDER una opción de disparar y olvidar debido a su guía de radar activa.
- Longitud: 362 cm
- Medida: 64 cm
- Diámetro: 16 cm
- Peso: 118 kg
- Guía: Localización de radar activa
- Cabeza armada: 23 kg
- Velocidad: Mach 4

## Uso operacional
- Durante la guerra ruso-georgiana de 2008, se creía que Georgia operaba el SPYDER-SR.[39][40][41] La fuerza aérea georgiana podría haber operado hasta cuatro lanzadores del SPYDER-SR.
- El 26 de febrero de 2019, durante el enfrentamiento entre India y Pakistán de 2019, India usó SPYDER para derribar un avión no tripulado de vigilancia de las fuerzas armadas de Pakistán en la frontera entre Indo y Pakistán en Gujarat.[42][43]
- El 27 de febrero de 2019, durante los ataques aéreos de la Fuerza Aérea de Pakistán (PAF) en la Cachemira administrada por India, el sistema de defensa aérea SPYDER derribó accidentalmente un Mil Mi-17 de la IAF en Budgham, Cachemira. Como resultado, murieron seis miembros del personal de la Fuerza Aérea India (IAF) a bordo del helicóptero y un civil en tierra. Después de 6 meses de investigación, la IAF confirmó que el derribo del Mi-17 fue un fuego amigo y 5 miembros del personal de la IAF fueron declarados culpables.[44][45][46]

## Operadores

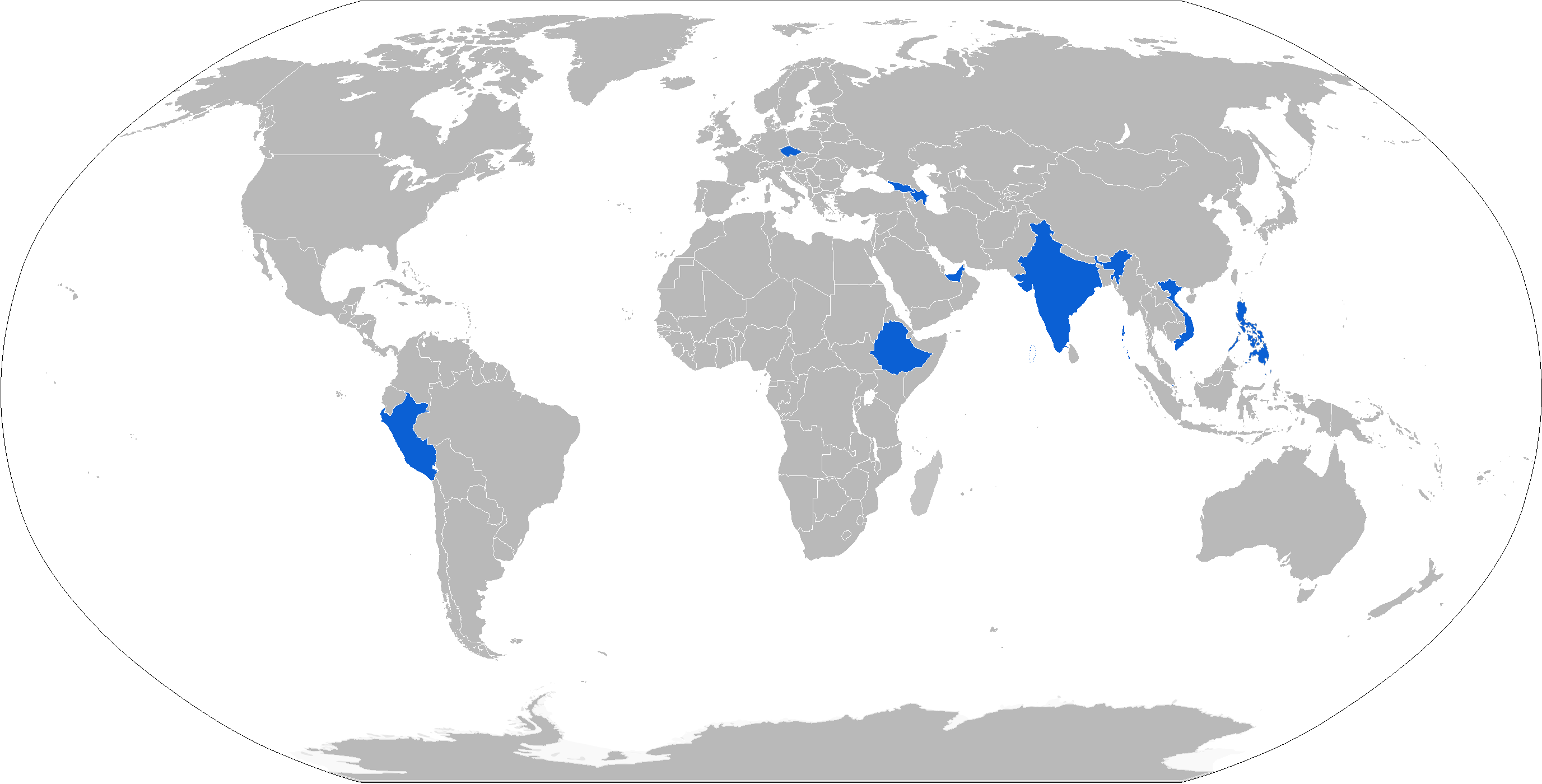
Mapa con operadores SPYDER en azul

### Operadores actuales
- Fuerzas Armadas de la República Checa La República Checa tiene la intención de adquirir cuatro baterías SPYDER en un acuerdo de gobierno a gobierno, valorado en alrededor de $ 430 millones. Con entregas previstas para 2023, el SPYDER reemplazará a los antiguos sistemas Kub 2K12 de la era soviética.[47]

- Fuerzas Armadas de Georgia:  Ha habido informes de que una batería del sistema de misiles SPYDER se hizo funcionar en 2008. No existe una confirmación oficial y la base de datos de transferencia de armas del Instituto Internacional de Investigación para la Paz de Estocolmo (SIPRI) no puede confirmarlo.[48] La revista Jane's Missiles & Rockets citó previamente a un representante de Rafael afirmando que uno de los dos clientes de exportación del sistema de misiles SPYDER ya tiene el suyo desplegado.[39]

- Fuerza Aérea India: En 2006, India planeaba adquirir 18 sistemas SPYDER-MR a un costo de $ 395.2 millones (Rs. 1800 crore) para su fuerza aérea.[49] El contrato fue revisado por la Comisión Central de Vigilancia, la agencia anticorrupción del gobierno, antes de que se firmara el acuerdo en septiembre de 2008.[50][51] En agosto de 2009, el contrato multimillonario de misiles antiaéreos israelíes fue aprobado por el Consejo de Adquisiciones de Defensa encabezado por el ministro de defensa AK Antony.[52] Aunque las estimaciones anteriores del valor del contrato era de 18.000 millones de rupias (395,2 millones de dólares), informes recientes indican un valor más bajo de 260 millones de dólares.[48] El Jerusalem Post contradice estas cifras y menciona un precio de mil millones de dólares por la compra de misiles tierra-aire.[53] Los sistemas SPYDER se entregaron a partir de 2012. Se entregaron 18 SPYDER-MR junto con 750 misiles superficie-aire Python-5 (SAM) y 750 Derby SAM.

- Fuerza Aérea de la República de Singapur: En 2008, el Ministerio de Defensa ordenó dos baterías SPYDER-SR junto con 75 SAM Python-5 y 75 Derby SAM. Todos fueron entregados durante 2011 y 2012.[48] Algunos SPYDER-SR fueron operados por el Escuadrón 165 en 2011, también se informa que hay más SPYDER-SR en pedido.[54] El sistema SPYDER alcanzó su plena capacidad operativa el 4 de julio de 2018.[55]

- Fuerza Aérea Popular Vietnamita: En 2015, Vietnam eligió el sistema de misiles SPYDER como su nuevo sistema de misiles de defensa aérea de alcance medio.[56][57] Las primeras entregas se destacaron en julio de 2016. Los sistemas vietnamitas están montados en camiones de la gama RMMV HX. Según los informes recibidos, se ordenaron seis sistemas.[58]

### Operadores pendientes
Perú
- Fuerza de Aérea del Perú – En marzo de 2012, Perú eligió a los ganadores de un concurso de 140 millones de dólares destinado a mejorar sus sistemas de defensa aérea envejecidos entre el grupo de 20 empresas de defensa.[59] En medio de la presencia de la rusa Rosoboronexport y de las empresas chinas, los ganadores fueron Bumar Group de Polonia, Rafael Advanced Defense Systems de Israel y Northrop Grumman de Estados Unidos.[60] Se espera que Rafael Industries suministre seis sistemas SPYDER-SR en este acuerdo.[61]

 Filipinas
- Fuerza Aérea de Filipinas - El principal blog de defensa de Filipinas, MaxDefense Philippines, informó sobre la selección del SPYDER-MR para su requisito de sistema de defensa aérea terrestre (GBADS). Durante la ceremonia de cambio de mando de la Fuerza Aérea de Filipinas el 21 de diciembre de 2018, el jefe saliente de la Fuerza Aérea, el teniente general Galileo Gerard Kintanar Jr., dijo que se adquirirán "tres sistemas de defensa aérea de Israel". Kintanar no mencionó ningún modelo específico a pesar de que SPYDER es el único producto israelí evaluado. A través de un mensaje de texto enviado a la Agencia de Noticias de Filipinas, el secretario de Defensa, Delfin Lorenzana, confirmó la selección del SPYDER pero no reveló la cantidad de baterías que se comprarán.[62][63][64][65][66]